# Gabriele Bischoff
Gabriele Bischoff (4 de janeiro de 1961) é uma política alemã do Partido Social Democrata (SPD) que actua como deputada ao Parlamento Europeu.